# Zulema la Astróloga
Zulema la Astróloga (c. 1190 - siglo XIII) fue una astrónoma andalusí.

## Biografía
Zulema pertenecía a una familia  andalusí de Mallorca y se sabe que estaba viviendo en Madinat Mayurqa en 1229, año de la conquista cristiana. Fue la madre de Alí de la Palomera, quien ayudó al rey Jaime I de Aragón en su conquista de la isla. Pero sobre todo, fue una renombrada astrónoma, llamada «la sabia» desde las primeras crónicas. La Crónica de Bernat Desclot relata como su hijo, Alí, dijo al monarca aragonés: «Señor, sabed de cierto que esta tierra es tuya y está a tu servicio, que mi madre me rogó que yo viniera a ti y que te lo dijera; que ella es muy sabia mujer, y ha conocido en su arte de la astrología que tú conquistarás esta tierra». Tras la conquista, la familia de Alí de la Palomera fue autorizada a permanecer en la isla. 
En la toponimia de Andrach y en la tradición popular ha quedado reflejado este episodio. En la torre medieval de San Telmo, por ejemplo, propiedad de la familia de Alí, se cuenta que su madre escrutaba los astros desde las almenas. El poeta Pere d'Alcàntara Penya i Nicolau (Palma, 1823-1906) recogió una leyenda popular de la zona de Andrach y, en 1871, la transformó en una poesía historicista con el título: n'Alis de la Palomera. En este poema, por primera vez, se le da el nombre de Zulema a la astróloga. Por los mismos años, Tomàs Forteza i Cortès (1838-1898) volvió a hablar de la madre de Alí como sabia astróloga y dedicó una composición aquellos hechos.